# Macropsis cinerea
Macropsis cinerea är en insektsart som beskrevs av Breakey 1932. Macropsis cinerea ingår i släktet Macropsis och familjen dvärgstritar. Inga underarter finns listade i Catalogue of Life.